# Pivovar Rakovník
Tradiční pivovar v Rakovníku, také Pivovar Bakalář, je pivovar v Rakovníku, který funguje již od 15. století. V tomto pivovaru se vaří pivo pod značkou Bakalář a s exportními značkami Černovar a Pražačka. Rakovnický pivovar měl heslo Unus papa Romae, unus portus Anconae, una turris Cremonae, una ceres Raconae – „Jeden papež v Římě, jeden přístav v Anconě, jedna věž v Cremoně, jedno pivo v Rakovníku (jedinečné pivo z Rakovníka)“.

## Historie
V Rakovníku se tradičně vařilo pivo v domácích podmínkách již od 13. století. Za počátek pivovarnictví však rakovničtí považují rok 1454, kdy král Ladislav Pohrobek udělil městu mílové právo. Zlaté časy zažilo pivovarnictví v 16. století, kdy bylo rakovnické pivo vyhlášené. Receptura z té doby se však nedochovala. V té době bylo v Rakovníku v cechovní knize zapsáno celkem osm pivovarů a nejvíce piva se vařilo pro Prahu. Dodávka piva byla stálá, přerušila se jen v roce 1568 kvůli šíření moru.
Když získala právo várečné v roce 1517 i šlechta, vznikly pivovary i na zámcích na venkově v okolí Rakovníka. Takto byl založen například pivovar v Krušovicích. Úpadek rakovnického pivovarnictví přišel až s počátkem třicetileté války. Tehdy klesla výroba i kvalita piva, na což si stěžovali Pražané, a Rakovničtí na oplátku obviňovali formany, že pivo ředí.
Nynější pivovar byl založen v bývalých kasárnách, založených v době panování Marie Terezie roku 1755. Tento pivovar byl roku 1921 převeden na akciovou společnost a měl vlastní elektrárnu, kterou se podílel na elektrifikaci města.
Po druhé světové válce byl pivovar dekretem prezidenta republiky znárodněn a pro velké válečné škody se zde již s další výrobou nepočítalo. V roce 1948 fungovala v rámci pivovaru i sodovkárna a elektrárna. Do roku 1993 byl pivovar postupně součástí několika národních podniků: Krušovické pivovary, Středočeské pivovary, Pivovary Velké Popovice a nakonec Pivovary Bohemia Praha.
Od roku 1991 byl pivovar privatizovaný a vlastník se jej snažil pronajímat. Klesal odbyt a tím pádem i zisky. V roce 1997 se vlastník – společnost Pivovar Rakovník – dostala kvůli dluhům do likvidace a v dubnu stejného roku byl pivovar zrušen a jen doprodával zásoby. Dále se objevovaly různé snahy o znovuotevření pivovaru, v roce 2001 byla značka Bakalář koupena firmou NT-Retex. V roce 2004 se v Rakovníku začalo opět vařit pivo, výstav dělal 50 000 hl. V roce 2005 byl majitelem pivovaru Michail Arkadjevič Medvěděv z Moskvy a od roku 2006 pivovar vlastnila společnost Willgrade Ingeneering Limited (sídlem na Kypru). V roce 2010 se opět změnil majitel a došlo k rekonstrukci pivovaru.

## Nabízené druhy piva[3]
- Bakalář světlé výčepní
- Bakalář světlý ležák
- Bakalář 11° světlý ležák
- Bakalář tmavé výčepní
- Bakalář řezané výčepní – polotmavé pivo s příchutí karamelu
- Bakalář světlý ležák za studena chmelený
- Bakalář medový speciál
- Černovar světlý ležák – exportní
- Černovar tmavý ležák – exportní
- Pražačka světlé výčepní – exportní